# Вера Волошина
Вера Даниловна Волошина (рус. Вера Даниловна Волошина; Шегловск, 30. септембар 1919 — Головково, Московска област, 29. новембар 1941), совјетска партизанка, учесница Великог отаџбинског рата и херој Руске Федерације.

## Биографија
Вера Волошина је рођена 30. септембра 1919. године у селу Шегловск. Потицала је из радничке породице, њен отац је био рудар, а мајка наставница. Од првих разреда основне школе бавила се спортом — гимнастиком и атлетиком. У средњој школи је освојила градско првенство у скоку. Као добра спортисткиња била је послата на даље школовање у Москву. Похађала је Државни централни институт за физичку културу. Упоредо с овом школом, похађала је и Московски аероклуб, где је савладала пилотирање на авиону Поликарпов И-153 званом „Чајка” и почела да вежба скакање падобраном. Такође бавила се вежбањем пуцања, цртањем и поезијом. Када је 1936. године избио грађански рат у Шпанији, Вера је као комсомолка изразила жељу да се као добровољка пријави за учествовање у рату на страни Шпанске републике у борби против фашизма, али је због младости била одбијена.
Када је 1935. године вајар и сликар Иван Шадр стварао низ скулкптура за тада грађени парк културе и одмора „Горки” у Москви он је посетио Инстутут за физичко васитање и тражио студенте који ће му бити модели за његове скулптуре. Међу двадесет одабраних студената, налазила се и Вера, која је вајару псолужила као модел за скулптуру „Девојка с веслом”, која је била постављена на главном улазу у парк. Ова статуа је била веома популарна и по њој су израђене бројне сличне скулптуре по читавом Совјетском Савезу. Такође, ова статуа је из изазивала велики број критика јер је била потпуно гола. Ова скулптура је страдала приликом немачког бомбардовања Москве, 1941. године.
Током прве године студија, Вера је с осталим студентима, отишла у спортски камп у близини Серпукхова. Ту се озбиљно прехладила и грип је је изазвао озбиљне компликације на ногама. Дуго је била лечена, али је на крају морала да напустити спортски институт. Заједно са својим пријатељима из родног града уписла је Московски институт совјетске трговине. У лето 1941. године, Вера је завршила испите треће године студија и отишла у Загорск на практичну обуку. Ту је затекао напад Немачке на Совјетски Савез, 22. јуна 1941. године.
Одмах након почетка Великог отаџбинског рата, била је мобилисана у радне бригаде, које су копале ровове и противтенковске замке на периферији Москве. У октобру се добровољно прикључила Црвеној армији. Била је послата у јединицу, која је била под командом обавештајног одељења Штаба Западног фронта и која је била пребачена у позадину непријатеља. Вера се истакла већ у првој акцији у којој је учествовала, 21. октобра 1941. године, на подручју близу железничке станице Завидово, код Москве. Након тога је имала још шест успешних акција у непријатељској позадини.
Новембру 1941. године, ова војна јединица је добила попуну с новим борцима, међу којима је била и Зоја Космодемјанскаја. Вера и Зоја су се брзо спријатељиле и заједно су учествовале у диверзнатским акцијама у непријатељској позадини. Крајем новембра, ова партизанска јединица је била подељена у две групе. Вера и Зоја су се тада растале, јер је Вера отишла у прву, а Зоја у другу групу. Након поделе, друга група је пошла у село Петришево, док је прва група наставила даље као Головкову. На путу ка том селу друга група је 29. новембра 1941. године наишла на немачку заседу и упала у изненадну борбу, у којој је Вера била рањена и заробљена. Одмах по заробљавању Вера је била доведена на колхоз у Головкову, где су се налазили совјетски ратни заробљеници. Пошто је одбила да иследницима било шта открије о распореду партизанских група у непријатељској позадини, била је истог дана обешена.
Обешена је 29. новембра 1941. године у Головкову, непосредно пре смрти је пркосила непријатељу и певала „Интернационалу”. Истог дана, у оближњем селу Петришеву обешена је њена другарица Зоја Космодемјанскаја (1923—1941). Недуго након смрти, јануара 1942. године, Зоја је била проглашена за хероја Совјетског Савеза као прва жена проглашена за заслуге у Великом отаџбинском рату. За разлику од ње, Вера се дуго времена налазила на листи несталих особа. Сељаци су тело „непознате партизанке” половином децембра 1941. године сахранили у близини места где је обешена. Захваљујући истраживачком раду новинара Георгија Форлова тек 1957. године је био откривен њен гроб, након чега су њени посмртни остаци били пренети у заједничку гробницу палих бораца у Наро-Фоминску.
Септембра 1966. године, у оквиру прославе двадесетпетогодишњице битке за Москву, указом Президијума Врховног Совјета СССР-а Вера Волошина је посмртно била одликована Орденом Отаџбинког рата првог степена. За исказани хероизам у борби с немачко-фашистичким окупатором у току Великог отаџбинског рата, 6. маја 1994. године указом председника Руске Федерације Бориса Јељцина проглашена је за хероја Руске Федерације.
У току Великог отаџбинског рата, јуна 1944. године погинуо је Верин школски друг и вереник, за кога је требало да се уда 1942. године, Јуриј Михајлович Двужиљни (1919—1942). Он је био капетан Црвене армије и командант једног батаљона и страдао је у борбама код града Могиљова, током Белоруске операције и проглашен је за хероја Совјетског Савеза.